# Francisco González Ledesma
Francisco González Ledesma (Barcelona, 17 de marzo de 1927-ibíd., 2 de marzo de 2015) fue un abogado, periodista, guionista de historietas y novelista español.
Especializado en los últimos años en el género policíaco, fue considerado como uno de los principales impulsores de la novela negra de corte social en España.
Según sus propias palabras, en su escritura influyeron autores como los europeos Hugo, Dumas, Flaubert, Dostoyevski y Zweig y los estadounidenses John Dos Passos y Tom Wolfe.

## Biografía
Su padre era mozo de almacén y su madre era una modista del Pueblo Seco, barrio popular de la capital catalana. Con cinco años ya contaba historias a cambio de merienda en el patio del colegio público donde acudía.
Marchó a vivir a Zaragoza, a casa de una tía que también cosía, para estudiar en un colegio religioso de cuyas sórdidas relaciones curas-alumnos dejaría constancia en su libro Tiempo de venganza. En 1941 ocuparon su lugar otros de sus hermanos y volvió a Barcelona, al barrio del Pueblo Seco. Cursó el bachillerato en los escolapios y en el instituto Balmes; en este último encontró profesores que le enseñaron y estimularon, como Guillermo Díaz-Plaja; pues la tía de Zaragoza sufragaba los estudios siempre y cuando no hubiera suspensos. Ya entonces comenzó a llevar originales a la Editorial Molino.
Novelista precoz, se inició escribiendo guiones de historietas para la editorial Bruguera, lo que le proporciona oficio y recursos literarios, además de permitirle costearse la carrera de Derecho.
Obtuvo en 1948, con solo 21 años, el Premio Internacional de Novela, instituido por el editor Josep Janés i Olivé por su novela Sombras viejas y en cuyo jurado se encontraba Somerset Maugham y Walter Starkie. Sin embargo, la censura franquista prohibió su publicación, tildando a su autor de «rojo» y «pornógrafo», lo que le sumió en el silencio como autor de novelas, aunque continuó con su producción de historietas.
Se graduó en Derecho en 1950, dedicándose primero a la abogacía y, después, al periodismo, en el El Correo Catalán y, durante 25 años, en La Vanguardia, donde llegó a ser redactor jefe. Ambas profesiones le proporcionaron un buen conocimiento de la sociedad, de las calles de Barcelona, de los políticos y del mundo de las finanzas, que utilizaría en sus futuras novelas.
Contrajo matrimonio con María Rosa Torralba Serra, y tuvieron tres hijos; Enric, Gloria y María Victoria González Torralba. Enric siguió sus pasos como periodista, y su hija María Victoria ha colaborado con él en algunas de sus últimas novelas.
En 1952 creó el prolífico seudónimo Silver Kane, bajo el cual escribe novelas del Oeste, y con el que llegó a publicar casi una novela semanal. En total, habrá compuesto unos mil títulos, de los que Grafito, publicación especializada en cultura popular, comprobó que la Biblioteca Nacional sólo conservaba tres en 1986. Además ha publicado novelas de bolsillo bajo los seudónimos de Taylor Nummy, Rosa Alcázar y Fernando Robles.
También encontró tiempo para escribir novelas largas: Los napoleones (que también fue prohibida), Las calles de nuestros padres y Expediente Barcelona (finalista del Premio Ciutat de València, en 1983), que solo pudieron ser publicadas con la transición política a la democracia. En 1984 recibió el Premio Planeta por Crónica sentimental en rojo, lo que le supuso popularidad y ánimos para seguir escribiendo.
Su novela Expediente Barcelona fue traducida y publicada por la prestigiosa editorial Gallimard, lo cual le proporcionó un prestigio y éxito editorial en Francia muy superior del que gozaba en España, hasta el punto que sus nuevas novelas aparecían antes en el país vecino. El protagonista de sus novelas, el comisario Ricardo Méndez, mezcla de escepticismo y pundonor, sigue los cánones del relato criminal. Méndez aparece por vez primera precisamente en Expediente Barcelona e inaugura una serie novelística que, junto a la propia ciudad de Barcelona, constituye el nexo central de sus novelas.
En 2007 obtuvo el I Premio RBA de Novela Policiaca por su obra Una novela de barrio.
El 23 de julio de 2009, frente a su familia, admiradores y las autoridades locales, descubrió una placa que conmemora su nacimiento. El 9 de octubre del mismo año recibió la Medalla de Oro de la ciudad francesa de Toulouse y además participó en el I Festival des Littératures Policières organizado por Toulouse Polars du Sud, que presidió el especialista francés Claude Mesplède.
El 4 de febrero de 2010 fue citado, por su lucidez definitoria de los delitos, por David Martínez Madero, fiscal y Director de la Oficina Antifraude de Cataluña, en una mesa de la BCNegra sobre la corrupción. Al día siguiente, reivindicó él a Terenci Moix como autor de dos novelas negras.
Falleció el 2 de marzo de 2015, dos semanas antes de cumplir 88 años, después de dos años de grave enfermedad a consecuencia de un ictus cerebral.

## Obra
- Sombras viejas (1948)
- Los Napoleones (1977)
- Soldados (1985)
- 42 kilómetros de compasión (1986)
- Los símbolos (1987)
- Cine Soledad (1993)
- El adoquín azul (2002)
- Tiempo de venganza (2003)
- Historia de mis calles (memorias) (2006)

Serie Méndez
1. Expediente Barcelona (1983)
2. Las calles de nuestros padres (1984)
3. Crónica sentimental en rojo (1984)
4. La dama de Cachemira (1986)
5. Historia de Dios en una esquina (1991)
6. El pecado o algo parecido (2002)
7. Cinco mujeres y media (2005)
8. Méndez (cuentos) (2006)
9. Una novela de barrio (2007)
10. No hay que morir dos veces (2009)
11. Peores maneras de morir (2013)

Bajo el seudónimo de Silver Kane publicó más de un millar de novelas, la mayoría del oeste, aunque también escribió bajo los seudónimos de Taylor Nummy y Silvia Valdemar, así como novelas románticas como Rosa Alcázar y Fernando Robles, siendo Enrique Moriel el último seudónimo que utilizó, en 2007 y 2008, para dos de sus últimas novelas.
Como Rosa Alcázar
- Dueña y señora (1957)
- El lago de las vírgenes (1957)
- Nuestra última noche (1957)
- Prisión para corazones (1957)
- Tan sólo una mujer (1957)
- Tres pasos por el cielo (1957)
- Un beso por compasión (1957)
- Crecemos en nuestro amor (1958)
- Desde que nos vimos (1958)
- La segunda mujer (1958)
- La vida de una mujer (1958)
- Mi segundo amor (1958)
- Nuestra tía Maribel (1958)
- Un mundo para ti (1958)
- La fugitiva (1959)
- Las almas también lloran (1959)
- Mi novio, el Marqués (1959)
- Su último adiós (1959)
- Vida (1959)
- La chica del coche rojo (1960)
- Las olvidadas (1960)
- Tres hombres en la noche (1960)
- Un hombre sin piedad (1960)
- Un día para amar (1961)
- Bonita y nada más (1963)
- Enamorados sin amor (1963)
- Los tres destinos de Ketty (1963)
- Prohibido enamorarse (1963)
- Estrella del sur (1965)

Como Silver Kane
- Rancho Drácula (1960)
- El mosquetero azul (1962)
- Más negra es la noche (1966); 1.ª Edición; Editorial Bruguera; Serie Punto Rojo n.º 237
- Doscientos millones de muertos (1968)
- Los compañeros (1969); 1.Edición; Editorial Bruguera; Serie Punto Rojo n. 361
- Los difuntos del paraíso (Más negra es la noche) (1974) 2.ª Edición; Editorial Bruguera; Selección Terror n.º 89
- Preguntad en el infierno (1985); Editorial Bruguera; Selección Terror n.º 602
- Recuérdame al morir (2007)
- La dama y el recuerdo (2010)
- El teniente negro, obra completa (2010) Cómic, de Glénat.

Como Enrique Moriel
- La ciudad sin tiempo (2007)
- El candidato de Dios (2008)

## Premios
- 1948 - Premio Internacional de Novela por Sombras viejas
- 1984 - Premio Planeta por la novela Crónica sentimental en rojo
- 1986 - Premio Mystère por la novela La dama de Cachemira
- 2003 - Premio Hammett por la novela El pecado o algo parecido
- 2005 - Premio Mystère por la novela Cinco mujeres y media
- 2007 - Premio RBA de Novela Policiaca por la novela Una novela de barrio
- 2010 - Cruz de San Jorge